# 琴學摘要
《琴學摘要》古琴譜，清光緒二十九年，王心葵撰。

## 琴譜介紹
琴譜收錄王心葵序、凡例、指法等論述；收錄《平沙落雁》、《瀟湘水雲》、《漁樵問答》、《陽關三疊》等二十八首琴曲。